# モリス・カークシー
モリス・カークシー (Morris Marshall Kirksey、1895年9月13日- 1981年11月25日)は、アメリカ合衆国テキサス州出身の陸上競技選手。1920年アントワープオリンピック陸上競技の金メダリストであり、また、ラグビーのアメリカ代表にも加わり金メダルを獲得。4人しかいない複数種目金メダリストの一人である。

## 経歴
カークシーは、アントワープ大会で100mに出場、アメリカのチャールズ・パドックに次いで銀メダルを獲得。6日後には4×100mリレーに出場。アメリカチームのアンカーとして、42秒2の世界新記録で金メダルを獲得。さらに2週間後には、カークシーは、フランスとの対決となったラグビーに出場し、8対0でフランスを下し2つめの金メダルを獲得した。
カークシーは、スタンフォード大学とセントルイス医科大学から哲学士の学位を受け、カリフォルニア州の矯正局の精神科医として州の刑務所で勤務した。